# ヒストリー (TVチャンネル)
ヒストリー（History）は、アメリカ合衆国の衛星放送及びケーブルテレビのテレビチャンネル、番組供給会社である。親会社はウォルト・ディズニー・カンパニーおよびハースト・コミュニケーションズ系列のA+Eネットワークス。主に歴史、ドキュメンタリーに関する番組を放送している。アメリカ合衆国国内及びその他多くの国で放送されている。かつてはザ・ヒストリー・チャンネルという名で知られていた。

## 歴史
1995年1月1日に、ザ・ヒストリー・チャンネル（The History Channel）としてサービスを開始した。ハースト系のA+Eネットワークス（42.5%）と、ディズニー=ABCテレビグループ（42.5%）、NBCユニバーサル（15%）のジョイントベンチャーで、カナダ、ドイツ、イギリス、オーストラリア、日本、南アフリカ、ラテンアメリカなどでも様々な経営形態で運営されている。
2008年3月、ザ・ヒストリー・チャンネルは、名称をザ（The）とチャンネル（Channel）を取ったヒストリーへと変更した。日本におけるチャンネル名は変更されなかった。

## 注目された報道

### 朝鮮史
2004年7月25日、ヒストリーのウェブサイトが中国の東北工程と日本の任那日本府を支持する内容を紹介するなど、朝鮮の歴史全般にわたって「誤った情報」を掲載して、衝撃を与えている。VANKによれば、ヒストリーの朝鮮の歴史の「間違い」は、中国外交部のホームページが高句麗の歴史を削除し、中国外交部のホームページが日本海表記および任那日本府を支持する表現するなかで発見された。ヒストリーは、朝鮮の歴史は「日本と中国の従属国」と紹介し、「朝鮮は朝鮮の全ての歴史をひっくるめて中国と日本から強力な影響を受けた国家（Chinese and Japanese influences have been strong throughout Korean history）」だと叙述し、また「朝鮮を最初に建国したのは中国の学者箕子で、朝鮮は中国の植民地から最初の国家が始まった中国の植民地国家だった」と叙述した。さらに、新羅の三国統一が中国の支持を通じてのみ可能だったと強調し、三国統一過程における新羅の役割を縮小および削除して、中国の支援を強調し、三国の建国年度についても、紀元前37年に建国した高句麗は100年、紀元前18年の百済は250年、紀元前57年の新羅は350年とそれぞれ叙述し、高句麗からは137年、百済からは268年、新羅からは407年の歴史を無くした。壬辰倭乱は、朝鮮人の抗争は紹介せずに中国の助けだけで朝鮮が壬辰倭乱から逃れたと記述しており、また、丙子胡乱以後はまさに中国の植民地になり、外国との接触を絶って「隠遁の王国」に転落したと紹介、平壌を中国植民地だと報道した。また、朝鮮王朝を「李氏王朝 （Yi dynasty) 」と表記するなど日帝強制占領期当時、朝鮮王朝の伝統性を否定するために作った用語を相変らず使用し、日帝強制占領期は、日本の助けで朝鮮が社会的・経済的に膨大な発展を成し遂げ、特に最新の産業と鉄道を建設したと掲載、朝鮮人の独立運動をも過小評価していることが分かった。また、「東海表記」に関しても「日本海」と2度叙述した。VANKのパク・ギテ団長は、「これは韓国の全体の歴史が『日本と中国の従属国』だったという歴史観で、任那日本府説と東北工程を間接的に支持する資料として誤用され得る」「このチャンネルの韓国史の間違いは、中国が中国だけの東北工程プロジェクトから抜け出し、海外の有名歴史放送を通じて世界的に公認された東北工程プロジェクトになるよう大々的な広報をしていることを立証する客観的な証拠」と指摘している。

### 南京大虐殺加害証言
1999年「南京大虐殺」（南京事件）について東史郎の加害証言が放送された。東証言は2000年に最高裁で日記の虚構が確定しているが、アメリカの教育現場では真実の証言とされており、放送分のビデオがカリフォルニア州の複数の公立高校で教材として使用されていることが2015年に判明した。この件を報じた『産経新聞』は、旧日本軍についての偏った印象を生徒に植え付ける恐れがあるとの懸念を示した。